# 鳳陽巡撫
鳳陽巡撫，又稱淮陽巡撫。為明朝中后期設立的一個巡撫職位。

## 概述
- 正統十四年，由山東淮陽巡撫分離，轄區包括鳳陽府、淮安府、揚州府、廬州府及滁州、徐州、和州。
- 景泰二年，鳳陽府、滁州別屬。
- 景泰三年，兩地歸還。
- 天順元年，罷免。
- 天順七年，恢復。
- 成化元年，應天巡撫所轄的安慶府歸附。
- 成化四年，安慶府別屬應天巡撫。
- 正德二年，罷。
- 正德五年，恢復建制。
- 崇禎十年，因分出安慶巡撫，廬州府別屬。
- 清朝順治二年，設立鳳陽巡撫，赵福星（1645年在任）、陈之龙（1645年—1648年在任）、赵福星（1648年在任）、王一品（1648年—1649年在任）擔任，顺治六年裁撤。顺治十七年復設，林起龙（1660年—1662年在任）、张尚贤（1661年—1665年在任）擔任，康熙四年再次裁撤。